# 23444 Кукучін
23444 Кукучін (23444 Kukučín) — астероїд головного поясу, відкритий 5 жовтня 1986 року. Названо на честь словацького письменника Мартина Кукучіна.
Тіссеранів параметр щодо Юпітера — 3,399.